# Marine Mammal Protection Act
Le Marine Mammal Protection Act (MMPA) de 1972 est une loi des États-Unis. Elle fut le premier article de la législation visant une approche écosystémique de la gestion des ressources et de la conservation de la nature. Le MMPA interdit la prise de mammifères marins et décrète un moratoire sur l'importation, l'exportation et la vente de tout mammifère marin, ainsi que toute partie ou produit de mammifère marin aux États-Unis. Le Congrès américain définit la « prise » comme « l'acte de chasse », tuer, capturer et/ou harceler tout mammifère marin, ou une telle tentative. Le MMPA prévoit l'application de ses interdictions, et l'établissement de règlements afin de mettre en œuvre ses objectifs légaux.

### Source
- (en) Cet article est partiellement ou en totalité issu de l’article de Wikipédia en anglais intitulé « Marine Mammal Protection Act of 1972 » (voir la liste des auteurs).